# 言語連合
言語連合（げんごれんごう、独: Sprachbund、英: Sprachbund, linguistic area、露: языковой союз）は、系統にかかわらず共通の文法的・音韻的特徴を示す言語群をさす用語である。ある言語連合の中で共有された特徴は、地域特徴 (areal feature)と呼ばれる。典型的な言語連合の例として、バルカン言語連合がある。

## 概要
語族が同一の祖語から分かれた言語群であるのに対し、言語連合は、必ずしも系統的に関連のない言語同士が、同一の共通語文化圏に属したり、話者が同一地域に混住したり、また共通の基層言語の特徴を残存したりといった原因により、それぞれの言語の言語学的特徴が顕著な類似をもつにいたった言語群である。
したがって、ある言語が複数の語族に属することはあり得ないのに対し、複数の言語連合に属することがあり得る。また、特定の言語はいくら遡っても1つの語族に属するのに対し、特定の時期以前にはその言語連合に属していなかったり、以前にある言語連合に属していた言語が、その後それらの特徴を失っていったということがあり得る。
言語連合の認定は、複数言語間の地理的な近接性のみを根拠に行われるわけではない。言語連合の内部では一定の音韻的・形態的・統語的特徴および言語変化 (音変化、文法化) が共有されているが、そうした地域特徴は以下の観点により特定される。
- 当該地域の大部分の言語がそれを持つ。
- 当該地域の隣接地帯の言語はそれを持たない。
- 語族は同じでも、当該地域の外部で話されている言語には、それが見られない。
- 世界の大部分の言語には、それが見られない。

## 研究史
「言語連合」はニコライ・トルベツコイによる用語である。

## 言語連合の例
- 標準ヨーロッパ語
- バルカン言語連合
- インド亜大陸言語連合（ドイツ語版）
- 東南アジア言語連合
- バルト言語連合
- 日朝言語連合（仮説）
- アルタイ言語連合（仮説）